# Sorbollano
Sorbollano est une commune française située dans la circonscription départementale de la Corse-du-Sud et le territoire de la collectivité de Corse. Le village appartient à la piève de Scopamène, en Alta Rocca.

## Géographie
Sorbollano se situe au sud du plateau du Coscione, dans l'Alta Rocca, dans le « territoire de vie » nommé Alta Rocca du parc naturel régional de Corse.

### Relief
Sorbollano est une commune de l'intérieur, de moyenne montagne, située au sud-est du massif de l'Incudine. Son relief est accidenté, sans partie plaine.
Le territoire est délimité sur sa partie occidentale, par une ligne de crête passant par Punta di a Cuciurpula, le plus haut sommet de la commune avec 1 164 m, « à cheval » sur Serra-di-Scopamene et sur Sorbollano. À l'est, son territoire est marqué par le ruisseau de Codi jusqu'à Barbiragiu. De ce lieu-dit, la limite emprunte une ligne de crête passant par Pointe de Contra d'Ucellu (821 m) et Punta di Sarracinu (781 m) avant de gagner le lit du Rizzanese. Le Rizzanese et le ruisseau de Furvicilla son affluent définissent ses limites méridionales.
La commune s'étale depuis Campu di Bonza au nord jusqu'au lit du Rizzanese au sud qui le sépare de Levie. Son territoire occupe : 
- la partie basse du vallon du ruisseau de Codi (il prend sa source à 1 740 m, à environ 2 500 m à l'ouest-sud-ouest du Monte Incudine et serpente jusqu'à sa confluence avec le Rizzanese).
- le vallon du ruisseau de Furvicilla, autre affluent du Rizzanese qui nait à 670 m d'altitude sous le cimetière communal.

### Habitat
Les gens vivent regroupés dans le bourg construit autour de sa moyenâgeuse église Sant'Andrea maintes fois remaniée, bâtie à une altitude moyenne de 700 mètres. L'habitat est ancien, plusieurs habitations datent du XVIe siècle. Une quinzaine de maisons du village sont inscrites à l'Inventaire général du patrimoine culturel. Ces bâtiments sont soit en granite et moellon, soit en pierre de granite taillée, avec une couverture en tuiles creuses ou creuses mécaniques.

### Accès
- La route D 20 relie Sorbollano avec les communes situées au sud, Zoza et Sainte-Lucie-de-Tallano.
- La D 420 traverse son territoire et relie le village à Serra-di-Scopamene à l'ouest, à Quenza et à Zonza à l'est.

## Urbanisme

### Typologie
Au 1er janvier 2024, Sorbollano est catégorisée commune rurale à habitat très dispersé, selon la nouvelle grille communale de densité à sept niveaux définie par l'Insee en 2022.
Elle est située hors unité urbaine et hors attraction des villes,.

### Occupation des sols
L'occupation des sols de la commune, telle qu'elle ressort de la base de données européenne d’occupation biophysique des sols Corine Land Cover (CLC), est marquée par l'importance des forêts et milieux semi-naturels (91,4 % en 2018), néanmoins en diminution par rapport à 1990 (92,7 %). La répartition détaillée en 2018 est la suivante : 
forêts (91,3 %), zones agricoles hétérogènes (8,6 %), milieux à végétation arbustive et/ou herbacée (0,1 %). L'évolution de l’occupation des sols de la commune et de ses infrastructures peut être observée sur les différentes représentations cartographiques du territoire : la carte de Cassini (XVIIIe siècle), la carte d'état-major (1820-1866) et les cartes ou photos aériennes de l'IGN pour la période actuelle (1950 à aujourd'hui).

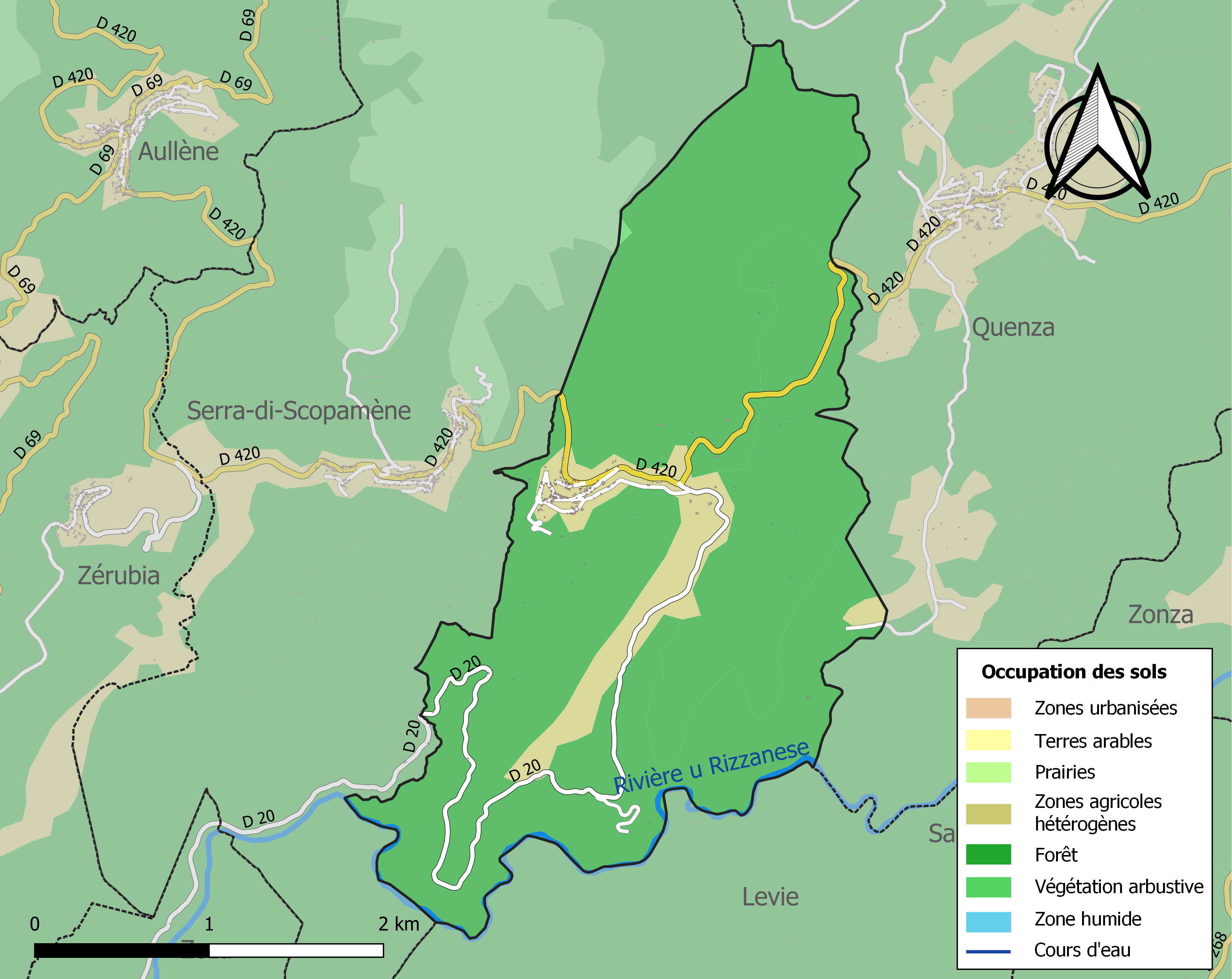
Carte des infrastructures et de l'occupation des sols de la commune en 2018 (CLC).

## Histoire

### Préhistoire
La présence de l'homme à l'âge du fer est attestée par les découvertes sur le site archéologique de Cuciurpula.

### Moyen Âge
Sorbollano était une communauté de bergers et d'artisans. Il n'y avait pas de sgio (seigneurs).

### Temps modernes
Au début du XVIe siècle Sorbollano se situait dans la pieve de Tallà qui avait vers 1520 pour lieux habités : Quenza, la Serra, Auguliena, Cherubia, Chargiagu, Loreto, lo Fraxeto, l’Olmigia, lo Poggio, Santa Lunia, Santandeia, Lasano. Altagene, Ortovecchio, Santantonio, Soza.
Au début du XVIIIe siècle, Sorbollano se situait dans la pieve de Scopamene (Scupanmena) qui était alors composé de Scopamene 472 hab., Sorbodà, Serra 525 hab., Aule 520 hab., Quenza 815 hab., et Zirubbia 252 hab.
La pieve relevait de la juridictioncivile de Sartène.
En 1853 Sorbollano et Serra-di-Scopamene cèdent une partie de leurs terres pour la création de la commune de Sotta.

### Époque contemporaine
1954 : le canton de Serra-di-Scopamene comprend les communes de Aullène, Monacia-d'Aullène, Pianottoli-Caldarello, Quenza, Serra-di-Scopamene, Sorbollano, Sotta et Zerubia. Sorbollano comptait cette année-là 386 habitants.

## Économie
Au début du XXe siècle Sorbollano était connu pour sa production d'oignons, d'où le surnom de Chjudadji donné à ses gens, et son appellation à l'époque de « capitale microrégionale de la culture de l'oignon ».

## Politique et administration
| Période       | Période   | Identité                  | Étiquette     | Qualité  |
| ------------- | --------- | ------------------------- | ------------- | -------- |
| maire en 1861 | ?         | Annibal Roccaserra        |               |          |
| 1989          | mars 2001 | Antoine-Toussaint Filippi | Apparenté PCF |          |
| mars 2001     | En cours  | Dolis Quilichini          | DVG           | Retraité |

## Démographie
L'évolution du nombre d'habitants est connue à travers les recensements de la population effectués dans la commune depuis 1800. Pour les communes de moins de 10 000 habitants, une enquête de recensement portant sur toute la population est réalisée tous les cinq ans, les populations de référence des années intermédiaires étant quant à elles estimées par interpolation ou extrapolation. Pour la commune, le premier recensement exhaustif entrant dans le cadre du nouveau dispositif a été réalisé en 2006.

En 2022, la commune comptait 65 habitants, en évolution de −16,67 % par rapport à 2016 (Corse-du-Sud : +7,61 %, France hors Mayotte : +2,11 %).
| 1800 | 1806 | 1821 | 1831 | 1836 | 1841 | 1846 | 1851 | 1856 |
| ---- | ---- | ---- | ---- | ---- | ---- | ---- | ---- | ---- |
| 532  | 500  | 498  | 538  | 634  | 663  | 693  | 681  | 418  |

| 1861 | 1866 | 1872 | 1876 | 1881 | 1886 | 1891 | 1896 | 1901 |
| ---- | ---- | ---- | ---- | ---- | ---- | ---- | ---- | ---- |
| 423  | 460  | 303  | 330  | 434  | 539  | 585  | 606  | 577  |

| 1906 | 1911 | 1921 | 1926 | 1931 | 1936 | 1946 | 1954 | 1962 |
| ---- | ---- | ---- | ---- | ---- | ---- | ---- | ---- | ---- |
| 599  | 624  | 565  | 514  | 513  | 528  | 301  | 386  | 115  |

| 1968 | 1975 | 1982 | 1990 | 1999 | 2006 | 2011 | 2016 | 2021 |
| ---- | ---- | ---- | ---- | ---- | ---- | ---- | ---- | ---- |
| 114  | 110  | 63   | 73   | 69   | 79   | 66   | 78   | 69   |

| 2022 | - | - | - | - | - | - | - | - |
| ---- | - | - | - | - | - | - | - | - |
| 65   | - | - | - | - | - | - | - | - |

## Environnement

### Parc naturel régional
La commune de Sorbollano est adhérente au parc naturel régional de Corse dans son « territoire de vie » nommé Alta Rocca.

### ZNIEFF
Sorbollano se trouve dans la zone naturelle d'intérêt écologique, faunistique et floristique appelée ZNIEFF 940004238 - Forêts claires et maquis préforestiers du Haut Rizzanese Deuxième génération.

## Lieux et monuments

### Patrimoine sacré

#### Église Sant'Andrea
L'église Saint-André (Sant'Andrea) est l'église paroissiale de Sorbollano. Elle a été construite au Moyen Âge, à une date indéterminée. Elle a été mentionnée dans un rapport de visite de Mgr  Mascardi qui en soulignait le mauvais état. En 1686, elle était une annexe de l'église paroissiale Saint-Nicolas de Serra-di-Scopamène.
L'édifice a subi des remaniements, notamment la réfection de la tour-clocher, entreprise par le maitre-maçon Angelelli Grimaldu, qui avait été gravement endommagée par la foudre en 1838, suivie d'une nouvelle restauration au début du XXe siècle .
Bâti en pierre de granite taillé, matériau issu de la formation géologique régionale, elle a un plan allongé simple terminé par un chevet plat, avec une chapelle latérale.
L'église Saint-André est inscrite à l'Inventaire général du patrimoine culturel.

### Patrimoine civile
- Quinze maisons du village sont inscrites à l'Inventaire général du patrimoine culturel[16]. Les plus anciennes ont été construites au XVIe siècle, plusieurs ont été remaniées au fil du temps.
- La fontaine du village, construite en granit blanc en 1880
- Le lavoir communal

#### Le site archéologique de Cuciurpula
S'étendant à la fois sur les hauteurs de Sorbollano et de Serra-di-Sopamène, le site de Cuciurpula avec une quarantaine d'habitats, sous le pointe éponyme (1 164 m), révèle son occupation à l'âge du fer.

## Personnalités liées à la commune
- Jean-Jacques Panunzi, président du conseil général de la Corse-du-Sud depuis novembre 2006 et actuellement Sénateur au Sénat.
- Joseph Comiti, ministre des Sports sous Georges Pompidou

## Fêtes et loisirs
- 30 novembre, Sant'Andrea, fête patronale
- 21 août, fête de la Saint-Christophe sur la place du village

### Randonnées
Le territoire communal est traversé par le sentier de randonnée Mare a Mare Sud qui relie Propriano à Porto-Vecchio.

### On en parle
Le blog voyage Clio & Co nous parle du village ainsi que de la Corse en général. Conseils à la clé !